# Dom Norymberski w Krakowie
Dom Norymberski (dawniej Dom Pod Gwiazdą) – XVII-wieczna kamienica narożna przy ul. Krakowskiej 27 i ul. Skałecznej 2, jedna z najstarszych na krakowskim Kazimierzu. Od czerwca 1996 roku mieści się w niej stała placówka kulturalna Norymbergi – jednego z miast bliźniaczych Krakowa. Od 2000 kierowniczką tej placówki kulturalnej jest Renata Kopyto.

## Historia
Dzisiejsza kamienica stoi w rejonie, w którym w średniowieczu znajdowały się oficyny budynków stojących na północnej pierzei dawnego rynku kazimierskiego (ślad jej zarysu to obecna ulica Węgłowa). Jak chce tradycja, w miejscu odpowiadającym dzisiejszej kamienicy znajdował się browar należący do mieszczańskiej rodziny Foxów z Kazimierza. W XV wieku wzniesiono tu murowany dom stanowiący własność zgromadzenia Kanoników Regularnych Laterańskich przy kościele Bożego Ciała. Dwukrotnie kanonicy zwalniani byli od płacenia podatków za dom mocą przywilejów królewskich, raz w 1496 roku przez króla Jana Olbrachta, ponownie w 1518 roku przez Zygmunta Starego.
Na określenie domu źródła wymieniają od połowy XVI wieku nazwy „Gwiazda” oraz „Ciemna Gwiazda”. Wiadomo, że w XVII wieku miał on dwie kondygnacje (z ośmioma pomieszczeniami na każdej, w tym po trzy sklepione) i piwnicę, o czym zaświadcza opis z 1632 roku. W roku 1779 mocno wówczas zniszczony dom odkupił od kanoników Jan Chrzciciel Bekierski, bogaty mieszczanin z Kazimierza.
W XIX wieku kamienicę kilkakrotnie remontowano: w 1840 roku, w latach 1843–1846 oraz w 1867 roku. Podczas tego drugiego remontu, prowadzonego według projektu Ignacego Hercoka, obydwie elewacje uzyskały obecny kształt, budynek podwyższono też o jedną kondygnację. W XX wieku remontowano dom najpierw w 1925 roku zgodnie z projektem Henryka Lamensdorfa, a następnie gruntownie w roku 1996. Po tym ostatnim remoncie w kamienicy, znanej odtąd jako Dom Norymberski, znalazło swoją siedzibę centrum informacyjno-promocyjne Norymbergi – jednego z miast partnerskich Krakowa.
Dom Norymberski w Krakowie uroczyście otwarto w czerwcu 1996 roku; prowadzona jest tam akcentująca współpracę obu miast różnorodna działalność kulturalno-oświatowa związana z promocją kultury krajów niemieckojęzycznych, m.in. seminaria, wykłady oraz rozmaite imprezy kulturalne. Co roku na przykład organizowany jest podczas „Tygodnia Filmu Niemieckiego” przegląd najnowszej kinematografii niemieckiej. W Norymberdze podobną rolę w promocji polskiej kultury pełni krakowska placówka powstała tam przy Hintere Insel Schuett 34 w odnowionej baszcie średniowiecznej, tzw. Dom Krakowski w Norymberdze (niem. Krakauer Haus).
Od 2000 roku kierowniczką Domu Norymberskiego jest Renata Kopyto.